# Himne nacional de Colòmbia
Himno Nacional de la República de Colombia (Himne Nacional de la República de Colòmbia) és l'himne nacional de Colòmbia.
La lletra va ser escrita pel president Rafael Núñez i la música composta per Oreste Sindici. L'himne va ser tocat per primera vegada el 1887 i oficialment adoptat el 1920.

## Lletra de l'himne de la República de Colòmbia
Cor:
¡Oh gloria inmarcesible!

¡Oh júbilo inmortal!

En surcos de dolores

El bien germina ya
I
Cesó la horrible noche

La libertad sublime 

Derrama las auroras 

De su invencible luz. 

La humanidad entera, 

Que entre cadenas gime, 

Comprende las palabras 

Del que murió en la cruz
II
"Independencia" grita

el mundo americano;

se baña en sangre de héroes

la tierra de Colón.

Pero este gran principio:

"el Rey no se soberano"

resuena y los que sufren

bendicen su pasión.
III
Del Orinoco el cauce

se colma de despojos;

de sangre y llanto un río

se mira allí correr.

En Bárbula no saben

las almas ni los ojos

si admiración o espanto

sentir o padecer.
IV
A orillas del Caribe

hambriento un pueblo lucha

Horrores prefiriendo

a pérfida salud.

¡Oh, sí! de Cartagena

la abnegación es mucha,

y escombros de la muerte

desprecia su virtud.
V
De Boyacá en los campos

el genio de la gloria

con cada espiga un héroe

invicto coronó.

Soldados sin coraza

ganaron la victoria;

su varonil aliento

de escudo les sirvió.
VI
Bolívar cruza el Ande

que riegan dos océanos,

espadas cual centellas

fulguran en Junín.

Centauros indomables

descienden a los llanos,

y empieza a presentirse

de la epopeya el fin.
VII
La trompa victoriosa

en Ayacucho truena,

que en cada triunfo crece

su formidable són.

En su expansivo empuje

la libertad se estrena,

del cielo americano

formando un pabellón.

VIII
La virgen sus cabellos

arranca en agonía

y de su amor viuda

los cuelga del ciprés.

Lamenta su esperanza

que cubre loza fría,

pero glorioso orgullo

circunda su alba tez.
IX
La patria así se forma

termópilas brotando;

constelación de cíclopes

su noche iluminó.

La flor estremecida

mortal el viento hallando,

debajo los laureles

seguridad buscó.

X
Mas no es completa gloria

vencer en la batalla,

que el brazo que combate

lo anima la verdad.

La independencia sola

el gran clamor no acalla;

si el sol alumbra a todos,

justicia es libertad.
XI
Del hombre los derechos

Nariño predicando,

el alma de la lucha

profético enseñó.

Ricaurte en San Mateo

en átomos volando,

"deber antes que vida"

con llamas escribió.

## Història
L'himne colombià va ser escrit per en Rafael Núñez i musicat per l'italià Oreste Sindici.
L'himne data de l'any 1887, quan va ser compost per celebrar la independència de Cartagena, i va ser interpretat per primera vegada l'11 de novembre del mateix any, dia en què se celebra.
La cançó va adquirir gran popularitat i va ser ràpidament adoptada, encara que de manera espontània, com a l'himne nacional de Colòmbia.
La proclamació oficial va arribar en la forma de la llei 33 del 28 d'octubre de 1920, la qual legisla els símbols estatals.